# Biliverdine
La biliverdine est un pigment biliaire de couleur verte et un intermédiaire de la dégradation de l'hème. Elle est responsable de la couleur verdâtre observée après quelques jours sur certaines ecchymoses.
Chez les mammifères, la quasi-totalité de la biliverdine est transformée en bilirubine grâce à la biliverdine réductase. Ce n'est pas le cas chez les poissons et d'autres espèces où des taux élevés de biliverdine sont retrouvés dans le plasma. 
La raison de ce métabolisme n'est pas claire. Il semble que la biliverdine ne passe pas la barrière placentaire, contrairement à la bilirubine, et que la transformation pourrait donc favoriser l'élimination des métabolites de l'héme par le fœtus. 

## Maladie liée
Un déficit congénital de biliverdine réductase peut entraîner une accumulation de biliverdine en cas de cholestase et donner un ictère de tonalité verdâtre. Cette maladie, rarissime, ne semble pas avoir d'autres conséquences. On note toutefois que les taux de bilirubine ne sont pas nuls, suggérant une voie alternative de métabolisme.